# NGC 2858
NGC 2858 é uma galáxia espiral (S0-a) localizada na direcção da constelação de Hydra. Possui uma declinação de +03° 09' 27" e uma ascensão recta de 9 horas, 22 minutos e 54,9 segundos.
A galáxia NGC 2858 foi descoberta em 3 de Março de 1864 por Albert Marth.